# Trotopera arrhapa
Trotopera arrhapa är en fjärilsart som beskrevs av Druce 1891. Trotopera arrhapa ingår i släktet Trotopera och familjen mätare. Inga underarter finns listade i Catalogue of Life.